# Abu Snan
Abu Snan (hebr. ‏אבו סְנאן‎, arab. ‏أبو سنان‎; ang. Abu Sinan) – samorząd lokalny położony w Dystrykcie Północnym, w Izraelu.

## Położenie
Miejscowość Abu Snan jest położona na wysokości 76 metrów n.p.m. w Zachodniej Galilei. Leży na wzgórzach wznoszących się na wschód od równiny przybrzeżnej Izraela. Na północnym wschodzie wznoszą się góry Górnej Galilei. Ze wzgórz spływają strumienie, i na zachód od miejscowości przepływa strumień Zoch, a na południu strumień Jasaf. Okoliczny teren opada w kierunku zachodnim ku odległemu o 8 km wybrzeżu Morza Śródziemnego. W jego otoczeniu znajdują się miejscowości Kafr Jasif, Januch-Dżat, Jirka, kibuc Bet ha-Emek, moszaw Amka, wsie komunalne Aszerat i Kelil, oraz wieś chrześcijańską Nes Ammim.

### Podział administracyjny
Abu Snan jest położone w Poddystrykcie Akki, w Dystrykcie Północnym.

## Demografia
Zgodnie z danymi Izraelskiego Centrum Danych Statystycznych w 2011 roku w Abu Snan żyło ponad 12,8 tys. mieszkańców, z czego 53,3% Arabowie muzułmanie, 16,8% Arabowie chrześcijanie i 29,9% Druzowie. Wskaźnik wzrostu populacji w 2011 roku wynosił 2,4%. Zgodnie z danymi Izraelskiego Centrum Danych Statystycznych średnie wynagrodzenie pracowników w Abu Snan w 2009 roku wynosiło 4539 ILS (średnia krajowa 7070 ILS).
| Wiek (w latach) | Procent populacji w % |
| --------------- | --------------------- |
| 0 – 4           | 9,9                   |
| 5 – 9           | 11,1                  |
| 10 – 14         | 10,9                  |
| 15 – 19         | 9,9                   |
| 20 – 29         | 16,6                  |
| 30 – 44         | 20,9                  |
| 45 – 59         | 13,2                  |
| 60 – 64         | 2,4                   |
| 65 –            | 5,1                   |

Źródło danych: Central Bureau of Statistics.

## Historia
Historycy podają rozbieżne daty założenia osady. Jedni wskazują na XI, inni na XIII wiek. Pierwotną nazwą wioski było Nijmat al-Subah. Była ona położona na wzgórzu, około 2 km od obecnej lokalizacji. W 1250 roku krzyżowcy wybudowali tutaj zamek nazwany Busnen. W 1617 roku druzyjski emir Fahr ed-Din al-Mani wybudował tutaj pałac dla swojego syna Alego. W wyniku I wojny światowej w 1918 roku cała Palestyna przeszła pod panowanie Brytyjczyków. Przyjęta 29 listopada 1947 roku Rezolucja Zgromadzenia Ogólnego ONZ nr 181 w sprawie podziału Palestyny przyznawała rejon miejscowości Abu Snan państwu arabskiemu. Podczas wojny domowej w Mandacie Palestyny na początku 1948 roku do miasteczka wkroczyły siły Arabskiej Armii Wyzwoleńczej, które paraliżowały żydowską komunikację w całym obszarze Zachodniej Galilei. Podczas I wojny izraelsko-arabskiej Izraelczycy przeprowadzili w tym rejonie operację „Dekel”, i 10 lipca 1948 roku bez walki zajęli Abu Snan. W przeciwieństwie do wielu arabskich wiosek w Galilei, Izraelczycy nie wysiedlili jej mieszkańców. Dzięki temu Abu Snan zachowała swój arabski charakter. Prawa niezależnego samorządu lokalnego osada otrzymała w 1964. Od tego momentu ma możliwość wybierania własnej lokalnej rady samorządowej. Podczas intifady Al-Aksa mieszkaniec Abu Snan wysadził się 9 września 2001 roku na stacji kolejowej Naharijja, zabijając 3 Izraelczyków i raniąc kolejnych 30 osób. Był to pierwszy samobójczy zamach terrorystyczny przeprowadzony przez izraelskiego Araba.

### Nazwa
Nazwa miejscowości w języku arabskim oznacza „Zębaty”, i według lokalnej legendy odnosi się do nazwy miecza należącego do założyciela wioski, szejka Bazza. Po wielu bitwach miecz ten był już mocno wyżłobiony i posiadał „zęby” (po arabsku „sinan”), stąd nazwa miejscowości.

## Symbole
Herb miejscowości został oficjalnie opublikowany w maju 1968 roku. Ma on kształt otwartej książki, na której widnieją dwa kłosy pszenicy. Wyobraża to rozwój edukacji i rolnictwo, które tradycyjnie było podstawą tutejszej gospodarki. Miejscowość nie posiada oficjalnej flagi. W razie potrzeby używa się białej flagi z niebieskim herbem pośrodku.

## Polityka
Siedziba władz samorządowych mieści się przy ulicy Sultan el-Atrasz w centrum miejscowości.

## Architektura
Miasteczko posiada typową arabską architekturę, charakteryzującą się ciasną zabudową i wąskimi, krętymi uliczkami. Zabudowa powstawała bardzo chaotycznie, bez zachowania jakiegokolwiek wspólnego stylu architektonicznego. Pomimo że zabudowa w centrum ma charakter miejski, to na obrzeżach przybiera typowy charakter wiejski.

## Kultura
W miejscowości działa centrum kultury arabskiej i biblioteka miejska. Jest tu także muzeum folkloru Druzów.

## Edukacja i nauka
W Abu Snan znajduje się 6 szkół, w tym 4 szkoły podstawowe. W 2010 roku uczyło się w nich ponad 3 tys. uczniów, w tym 1,6 tys. w szkołach podstawowych. Średnia liczba uczniów w klasie wynosiła 27.

## Religia
Ludność miejscowości składa się z wielobarwnej mozaiki religijnej mniejszości druzyjskiej i chrześcijańskiej, z muzułmańską większością. Wszystkie grupy religijne żyją w dobrych stosunkach ze sobą.

## Sport i rekreacja
W zachodniej części miejscowości znajduje się boisko do piłki nożnej, a w północnej części jest basen pływacki. Mniejsze boiska oraz sale sportowe są zlokalizowane przy szkołach.

## Gospodarka
Lokalna gospodarka opiera się na handlu i rzemiośle. Wielu mieszkańców dojeżdża do pracy w pobliskich strefach przemysłowych.

## Transport
Z miasteczka wyjeżdża się na południowy zachód do sąsiedniej miejscowości Kafr Jasif, przez którą przebiega droga nr 70. Jadąc nią na północny zachód dojeżdża się do kibucu Bet ha-Emek i wioski Aszerat, lub jadąc na południe do miejscowości Julis i Dżudajda-Makr. Lokalna droga prowadzi na wschód do miejscowości Jirka. Również lokalną drogą można dojechać do przebiegającej na północ od miejscowości drogi nr 8721. Można nią dojechać do położonej na zachodzie wioski Szajch Dannun lub na wschodzie miejscowości Januch-Dżat. Mniejsza droga prowadzi dalej na północ do wsi Klil.